# Olympische Sommerspiele 1900/Fußball
Die in der französischen Hauptstadt Paris im Rahmen der Weltausstellung (Exposition Universelle et Internationale de Paris) ausgetragenen Internationalen Wettbewerbe für Leibesübungen und Sport (Concours Internationaux d’Exercices Physiques et de Sports) umfasste auch Fußballspiele. Das Internationale Olympische Komitee (IOC) ordnete diese Spiele dem Programm der Olympischen Spiele 1900 (Spiele der II. Olympiade) zu. Drei Mannschaften traten nur zu zwei Spielen an, weshalb der Wettbewerb keinen Turniercharakter hatte. Es waren weder nationale Fußballmeister noch Fußballnationalmannschaften vertreten.

## Mannschaften
Die Leitung der Weltausstellung hatte vier Fußballspiele vorgesehen. Eine Schweizer, eine deutsche, eine belgische und eine britische Mannschaft sollte jeweils gegen die gleiche französische Mannschaft antreten. Es handelte sich in den Überlegungen der Veranstalter also nicht um ein Turnier, sondern um vier gleichrangige Spiele mit eigenen Preisen.
Der Deutsche Fußball-Bund (DFB) entsendete entgegen ersten Planungen wegen Mangel an verfügbaren Geldmitteln, schlechten Erfahrungen, die man in Bezug auf athletische Sports in Paris gemacht habe und Schwierigkeiten, eine passende Mannschaft aufzustellen kein Team. Auch die Schweiz stellte keine Mannschaft. Das Kaisertum Österreich, das ursprünglich auch eine Mannschaft entsenden sollte, gab schon frühzeitig bekannt, nicht teilzunehmen.
Mannschaftswettbewerbe waren zu jener Zeit allgemein als Wettkämpfe zwischen Vereins- oder Verbandsmannschaften ausgeschrieben. Diese vertraten in der Regel bei internationalen Wettbewerben das jeweilige Land, in dem der Verein oder Verband ansässig war. Der französische Verband Union des sociétés françaises de sports athlétiques (USFSA), der eine Mannschaft abordnen sollte, hatte zunächst geplant, den amtierenden Meister Le Havre AC zu melden. Die Mannschaft hatte jedoch mehrere Briten in ihren Reihen, was schließlich dazu führte, dass man den Vizemeister Club Français Paris entsandte, der ausschließlich Franzosen in seinem Verein aufnahm.
Das britische Team bestand aus der Londoner Vereinsmannschaft Upton Park FC, das vier englische Nationalspieler hervorgebracht und an der Erstaustragung des FA Cup teilgenommen hatte. Viele Mannschaften aus England waren durch deren Profistatus nicht startberechtigt, auch hielt sich das Interesse unter den englischen Vereinen an einer Reise nach Frankreich deutlich in Grenzen. Mit Upton Park kam eine Mannschaft, die keine großen Erfolge vorweisen konnte und zum damaligen Zeitpunkt nicht zu den stärksten britischen Mannschaften zählte.
Aus Belgien wurde der amtierende Meister Racing Club de Bruxelles eingeladen, allerdings lehnte auch dieser ab. Der Versuch, eine Ligaauswahl zusammenzustellen, scheiterte am geringen Interesse. Erst nach einer öffentlichen Anzeige gelang es, eine Mannschaft, die zum größten Teil aus Brüsseler und Lütticher Studenten bestand, für das Turnier aufzustellen. Unter den Spielern befand sich mit Hendrik van Heuckelum ein Niederländer und mit Eric Thornton auch ein Engländer. Der Spieler Eugène Neffs wurde als elfter Mann erst kurz vor dem Spiel „verpflichtet“.

## Spiele

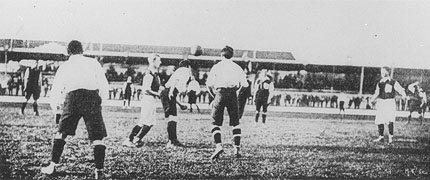
Szene aus dem Spiel des britischen Teams (weiße Hosen) gegen das französische Team (schwarze Hosen)

Das Spiel der Franzosen gegen die Briten fand am 20. September und gegen die Belgier am 23. September statt. Spielort für beide Partien war das Vélodrome Municipal auf dem Gelände der Weltausstellung in Vincennes.
Die britische Mannschaft gewann ihr Spiel gegen die Franzosen problemlos mit 4:0 (Halbzeit 2:0)*. Die Tore schossen Nicolas (2), Turner und Zealey. Lediglich 500 Zuschauer verfolgten die Partie. Das zweite Spiel ergab ebenfalls ein klares Ergebnis, diesmal gewannen die Franzosen gegen die belgische Auswahl mit 6:2, obwohl sie nach der ersten Hälfte mit 1:2 im Rückstand lagen. Nur die Torschützen der ersten Spielhälfte sind bekannt, für Frankreich traf Peltier, für Belgien Spannoghe und van Heuckelum. 1500 Zuschauer verfolgten diese Partie.
*Das Standardwerk über die Geschichte des französischen Fußballs nennt als Endergebnis 4:1, was jedoch historisch unkorrekt ist. 
|                     |   |                   |           |
| 20. September       |   |                   |           |
| Club Français Paris | – | Upton Park FC     | 0:4 (0:2) |
| 23. September       |   |                   |           |
| Club Français Paris | – | Belgische Auswahl | 6:2 (1:2) |

## Medaillenränge
Durch den fehlenden Charakter eines Turnieres und die Gleichbehandlung beider Spiele mit Siegerehrung und Preisen ist die Einstufung der Ergebnisse in eine Rangfolge der drei beteiligten Mannschaften vom Grundsatz her undurchführbar und von den Veranstaltern auch nie vorgesehen gewesen. Dennoch hat das IOC nachträglich eine Endplatzierung festgelegt und eine Zuteilung der Medaillenränge vorgenommen, die sich, wie dargestellt, auch im Medaillenspiegel niederschlägt.
In manchen Veröffentlichungen findet man zwei erste Ränge und zwei zweite Ränge, dementsprechend verändert stellt sich dort auch die Statistik und der Medaillenspiegel dar.

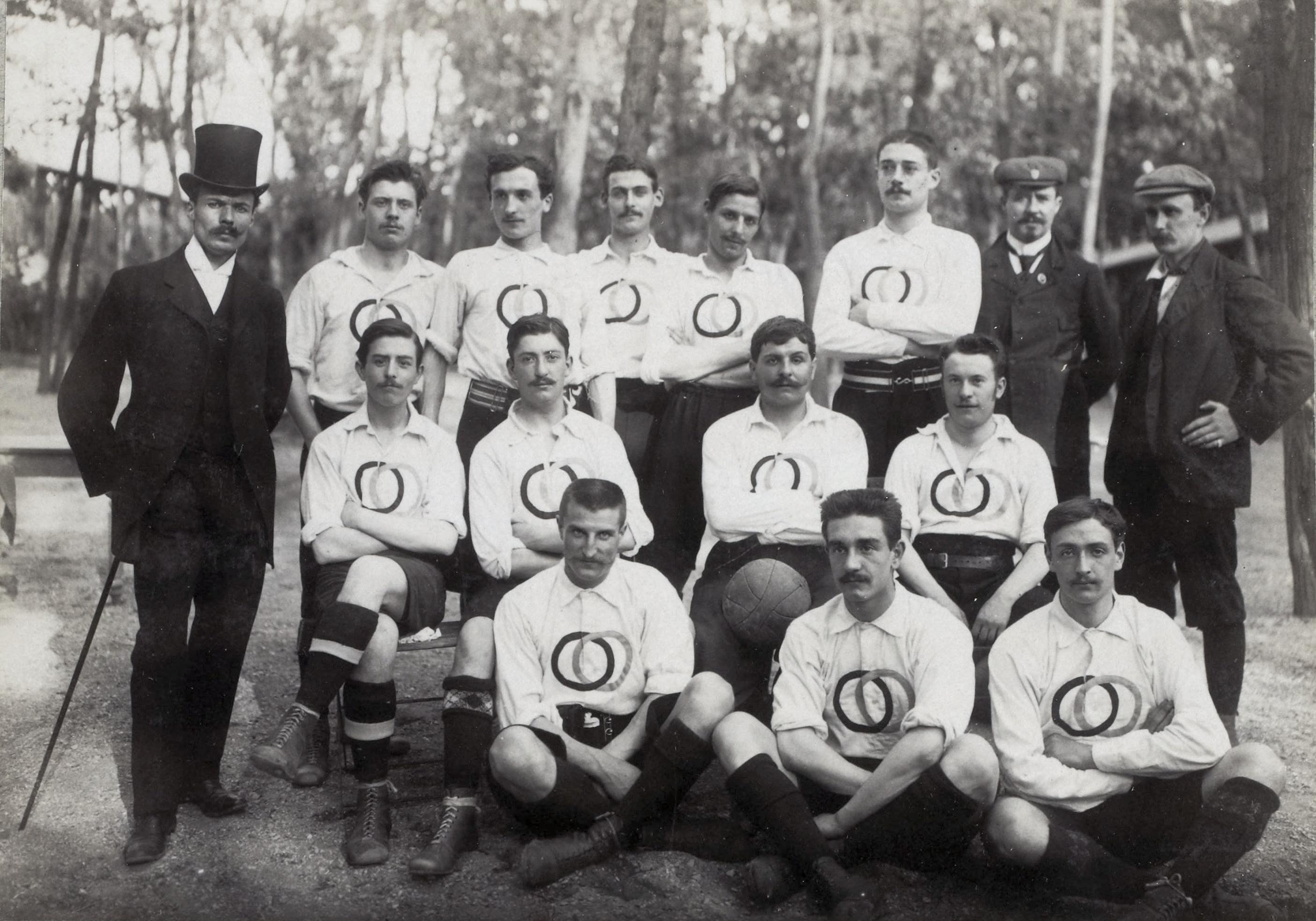
Das französische Team der USFSA

| Rang           | Spieler |
| -------------- | --- |
| Großbritannien | Upton Park FC Claude Buckenham, Tom Burridge, Alfred Chalk, William Grosling, Henry Haslam, James Jones (Torwart), John Nicholas, William Quash, Fred Spackman, Richard Turner, James Zealey Trainer: James Jones                                       |
| Frankreich     | Club Français Paris Pierre Allemane, Louis Bach, Alfred Bloch, Fernand Canelle, R. Duparc, Eugène Fraysse, Virgile Gaillard, Georges Garnier, René Grandjean, Lucien Huteau (Torwart), Marcel Lambert, Maurice Macaire, Gaston Peltier                  |
| Belgien        | Belgische Auswahl Albert Delbecque, Hendrik van Heuckelum (), Raul Kelecom, Marcel Leboutte (Torwart), Lucien Londot, Ernest Moreau de Melen, Eugène Neefs, Gustave Pelgrims, Alphonse Renier, Hilaire Spannoghe, Eric Thornton () Trainer: Frank König |